# Bandiera del Pakistan
La bandiera pakistana venne disegnata da Mohammad Ali Jinnah, e venne adottata in occasione dell'indipendenza del Pakistan avvenuta il 14 agosto 1947.

## Caratteristiche
La bandiera è verde con una banda bianca sul lato dell'asta. Al centro della parte verde sono presenti una luna calante e una stella a cinque punte, entrambe bianche. La sezione verde rappresenta la maggioranza musulmana, mentre quella bianca rappresenta le minoranze non musulmane. La mezzaluna e la stella sono due simboli pre-islamici. Il nome della bandiera in urdu è Parc̱am-e Sitārah o-Hilāl ("Bandiera della mezzaluna e della stella"). 
La mezzaluna fu utilizzata per la prima volta dalla città di Bisanzio: una leggenda parla di mezzaluna come simbolo della dea Artemide, protettrice della città e della stella simbolo di Maria Vergine, aggiunta alla mezzaluna da Costantino nel 330 d.C. In seguito la mezzaluna e la stella furono adottati dall'Impero ottomano, fino a diventare di uso comune in tutto il mondo islamico. Oggi tali simboli si ritrovano sulla bandiera di molti stati di fede islamica, pur avendo, secondo molte leggende, origini pagane e cristiane.